# William H. Crane
William Henry Crane (Leicester, Massachusetts, 30 d'abril, 1845 - Hollywood, California, U.S., 7 de març, 1928), va ser un actor nord-americà. Va créixer a Boston i es va graduar a la Brimmer School.

## Carrera
William H. Crane, va fer la seva primera aparició professional a Utica, Nova York, a La Fille du régiment de Donizetti el 13 de juliol de 1865.  Va fer el seu primer èxit en el drama legítim amb Stuart Robson a La comèdia dels errors i actua en altres shakespearians. Aquesta col·laboració va durar 12 anys. Va tenir èxits com a Le Blanc the Notary a lEvangeline burlesca victoriana (1873) i The Henrietta (1881, amb Robson) de Bronson Howard. Posteriorment, Crane va aparèixer en diverses parts de personatges excèntrics en obres com The Senator i David Harum.
El 1904 Crane es va dedicar a obres més serioses i va interpretar Isidore Izard a Business is Business, una adaptació de Les Affaires sont les Affaires (en català Els negocis són negocis) d'Octave Mirbeau. Als seus 70 anys, Crane va aparèixer en diverses pel·lícules, sobretot en una repetició del seu paper a David Harum (1915). També va aparèixer a Three Wise Fools de MGM, que va reviure a Turner Classic Movies i està disponible en vídeo/DVD domèstic.

## Vida personal
Crane es va casar amb Ella Chloe Myers el 1870, i va romandre casat fins a la seva mort. Crane era un àvid navegant i va ser un oficial fundador del "Cohasset Yacht Club" el 1894. A la casa d'estiu de Crane a Cohasset (que ell va anomenar la "Fishing Box", el seu amic de molt de tota la vida, el saló de Chicago, Lewis Williams va estrenar Cohasset Punch, una barreja de rom, vi i fruita que es va fer molt popular després a Chicago durant dècades.

## Mort
Crane va morir el 7 de març de 1928 a l'edat de 82 anys a l'hotel Hollywood.

## Filmografia parcial
- The Lamb (1915)
- David Harum (1915)
- The Saphead (1920)
- Souls for Sale (1923)
- Three Wise Fools (1923)
- Souls for Sale (1923)
- True as Steel (1924)
- So This Is Marriage (1924)